# Giorgio Tecce
Giorgio Tecce (Napoli, 13 aprile 1923 – Roma, 21 gennaio 2006) è stato un biologo e dirigente pubblico italiano.
(Giorgio Tecce, preside della Facoltà di Scienze, nel 1984.)

## Biografia
Biologo molecolare, si è interessato a studi e ricerche sul DNA sulle possibili alterazioni genetiche applicabili agli organismi vegetali e animali.
Diventa professore ordinario nel 1969, e l'anno successivo fonda il Centro sugli Acidi Nucleidi dell'università romana.
Dal 1981 al 1985 è stato membro del Consiglio di Amministrazione della RAI, a cui seguì la rappresentanza nel Consiglio regionale del Lazio svolta nell'area del PCI. Nel 1988 divenne rettore dell'Università "La Sapienza", carica che mantenne fino al 1997, per ben due mandati. Abbandonò la carica poco dopo l'omicidio di Marta Russo.
Nel 2003 la Corte dei Conti lo ha condannato a pagare una multa per le assunzioni facili al Policlinico Umberto I.
È entrato a far parte del comitato scientifico di Sapere, dell'Istituto per lo studio dell'innovazione dei mass media ed ha diretto la Società italiana di biotecnologie, schierandosi contro le critiche agli OGM.